# Безменово (Кемеровская область)
Безменово — деревня в Юргинском районе Кемеровской области России. Входит в состав Проскоковского сельского поселения.

## География
Деревня находится в северо-западной части области, на правом берегу реки Лебяжья, на расстоянии примерно 12 километров (по прямой) к северо-северо-западу (NNW) от районного центра города Юрга. Абсолютная высота — 129 метров над уровнем моря.
Часовой пояс
Деревня Безменово, как и вся Кемеровская область, находится в часовой зоне МСК+4. Смещение применяемого времени относительно UTC составляет +7:00.

## История
Основано в 1776 году. В «Списке населенных мест Российской империи» 1868 года издания населённый пункт упомянут как заводская деревня Безменова Томского округа (2-го участка) при речке Лебяжьей, расположенная в 76 верстах от окружного центра Томска. В деревне имелось 11 дворов и проживало 80 человек (39 мужчин и 41 женщина).
В 1911 году в деревне, входившей в состав Тутальской волости Томского уезда, имелся 31 дворов и проживало 241 человек (116 мужчин и 125 женщин). Действовала водяная мельница.
По данным 1926 года имелось 72 хозяйства и проживало 381 человек (в основном — русские). В административном отношении деревня входила в состав Проскоковского сельсовета Болотнинского района Томского округа Сибирского края.

## Население
| 2010 |
| ---- |
| 580  |

Половой состав
По данным Всероссийской переписи населения 2010 года в гендерной структуре населения мужчины составляли 48,3 %, женщины — соответственно 51,7 %.
Национальный состав
Согласно результатам переписи 2002 года, в национальной структуре населения русские составляли 90 % из 502 чел.

## Улицы
Уличная сеть деревни состоит из шести улиц и одного переулка.